# Spirembolus pachygnathus
Spirembolus pachygnathus là một loài nhện trong họ Linyphiidae.
Loài này thuộc chi Spirembolus. Spirembolus pachygnathus được Ralph Vary Chamberlin & Wilton Ivie miêu tả năm 1935.